# Henri Gaudier-Brzeski

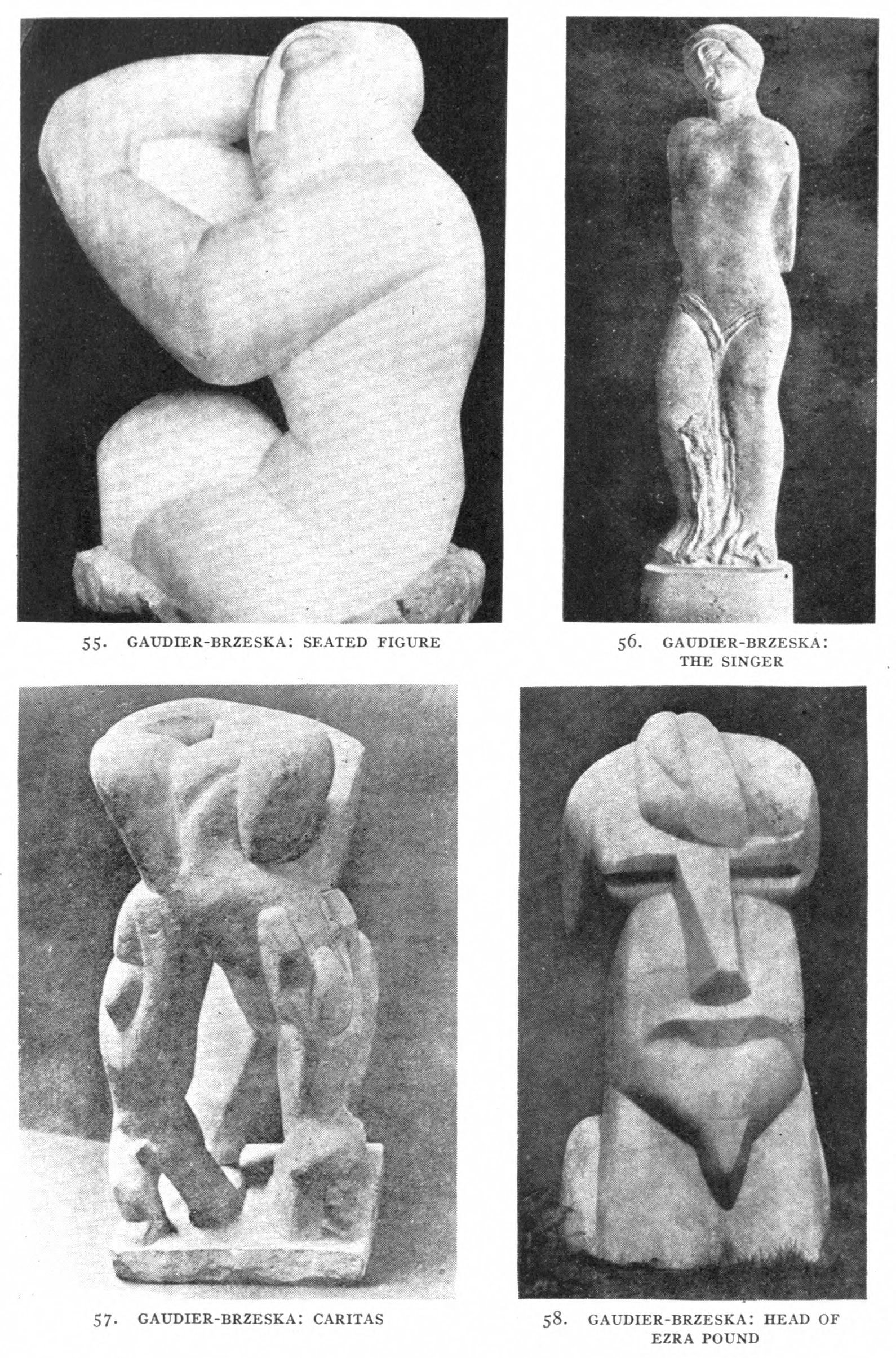

Henri Gaudier-Brzeski, ang. Henri Gaudier-Brzeska (ur. 4 października 1891 w Saint-Jean-de-Braye, zm. 5 czerwca 1915 w Neuville St. Vaast) – francuski grafik i rzeźbiarz.
Był uczuciowo związany z poznaną w Paryżu Sofią Brzeską (właśc. Zofią), pisarką polskiego pochodzenia zarabiającą na życie jako guwernantka. Przyjęli swoje nazwiska, dodając je jako drugi człon. W 1910 wyjechali wspólnie do Londynu. Żyli w skrajnej biedzie. Po wybuchu I wojny światowej Gaudier jako ochotnik zgłosił się do armii brytyjskiej i zginął 5 czerwca 1915 na froncie.
Artysta zdobył uznanie dopiero po śmierci. Historycy sztuki uznają go za przedstawiciela nurtu zwanego wortycyzmem (zapoczątkowany przez Wyndhama Lewisa w 1912). Pierwsza wystawa jego prac miała miejsce już po śmierci Gaudiera.
Jego praca twórcza i związek z Sofią Brzeską-Gaudier był głównym tematem filmu Dziki Mesjasz z 1972 w reżyserii Kena Russella.
Imię Henriego Gaudiera-Brzeskiego nosi Lycée Technique et Professionnel Gaudier-Brzeska w Saint-Jean de Braye koło Orleanu. Prace artysty można oglądać między innymi w Muzeum Sztuki w Orleanie.